# Montrouveau

Montrouveau este o comună în departamentul Loir-et-Cher, Franța. În 1 ianuarie 2022 avea o populație de 141 de locuitori.